# 05式两栖装甲车族
05式两栖装甲车族也称为05式两栖战车，是中华人民共和国于21世纪初研制的滑水型高速两栖装甲车辆，与美国海军陆战队的“远征战斗车”（EFV）在概念上相似。
在情勢的轉折下，1996年與2000年上半年發生重大事件，出現了军事斗争准备的需求，根据幾經衝擊的變化，军方向中国兵器工业集团提出研制用于渡海作战的两栖战车，用于替代中国第一代两栖装甲车辆的要求。总设计师为陈鹏飞，于2005年定型。装备于中国人民解放军海军陆战队和陆军两栖机械化部队，主要用于岛屿进攻、在战役登陆作战阶段巩固登陆场的作战任务。ZTD-05两栖突击车和ZBD-05两栖步兵战车两个型号在2009年的中华人民共和国国庆60周年阅兵式首次公开亮相。2014年委内瑞拉进口了一批05式两栖车辆的出口型。

## 设计
05式两栖战车设计采用滑水构型，为了突出浮渡性能车体体积较大。在航渡时，车体前后的滑板展开，减低车辆的浸入水中的深度，产生滑行效应，以及通过履带可收起，滑板变角技术（调节前滑板展开倾角）等方式减少航行阻力，配合喷水推进器，大幅度提高水上航速，能够达到25千米/小时级别的水上速度，缩短泛水抢滩登陆过程中暴露在敌方火力下的时间。
05式两栖战车的底盘为动力前置布局方案，行走系采用六对小直径负重轮，动力采用单台主战坦克发动机改进型，采用双工况设计，水上推进时不使用变速箱，发动机直接驱动喷水装置。为减重还能保证装甲防护性能采用铝合金装甲。

## 型号
05式两栖装甲车族是根据任务要求，由同一个履带式底盘基础上、多个型号组成的车族。05式两栖装甲车族实际上是四个型号：一型为ZTD-05两栖装甲突击车（ZTD代表装甲-突击-履带式）；二型为ZBD-05两栖装甲步兵战车（ZBD代表装甲-步战-履带式）；在二型车基础上研制了三型车为05式两栖装甲指挥车；在一型车基础上研制了四型车为05式两栖装甲抢救车。
1. ZTD-05两栖突击车 - 装备105毫米口径低后坐线膛炮。
2. ZBD-05两栖步兵战车 - 装备30毫米口径机炮和反坦克导弹。
3. ZSD-05两栖装甲人员输送车 - 装备12.7毫米口径高射机枪或遥控武器站
4. 05式两栖装甲指挥车 - 配套的指挥车辆，车体后车厢加高，容納指揮通信裝備。
5. 05式两栖装甲抢救车 - 配套的后勤保障车辆，装备有一部液压吊车。
6. “VN16”两栖突击车 - ZTD-05两栖突击车出口版本，首个海外用户是委内瑞拉。[5]
7. “VN18”两栖步兵战车 - ZBD-05两栖步兵战车出口版本，2014年向委内瑞拉交付首批VN18两栖装甲车。[6]